# Neufchâtel-Hardelot
Neufchâtel-Hardelot (Nederlands: Nieuwkasteel-Hardelo) is een gemeente in het Franse departement Pas-de-Calais (regio Hauts-de-France). De gemeente maakt deel uit van het arrondissement Boulogne-sur-Mer. Neufchâtel-Hardelot telde op 1 januari 2022 3.993 inwoners.

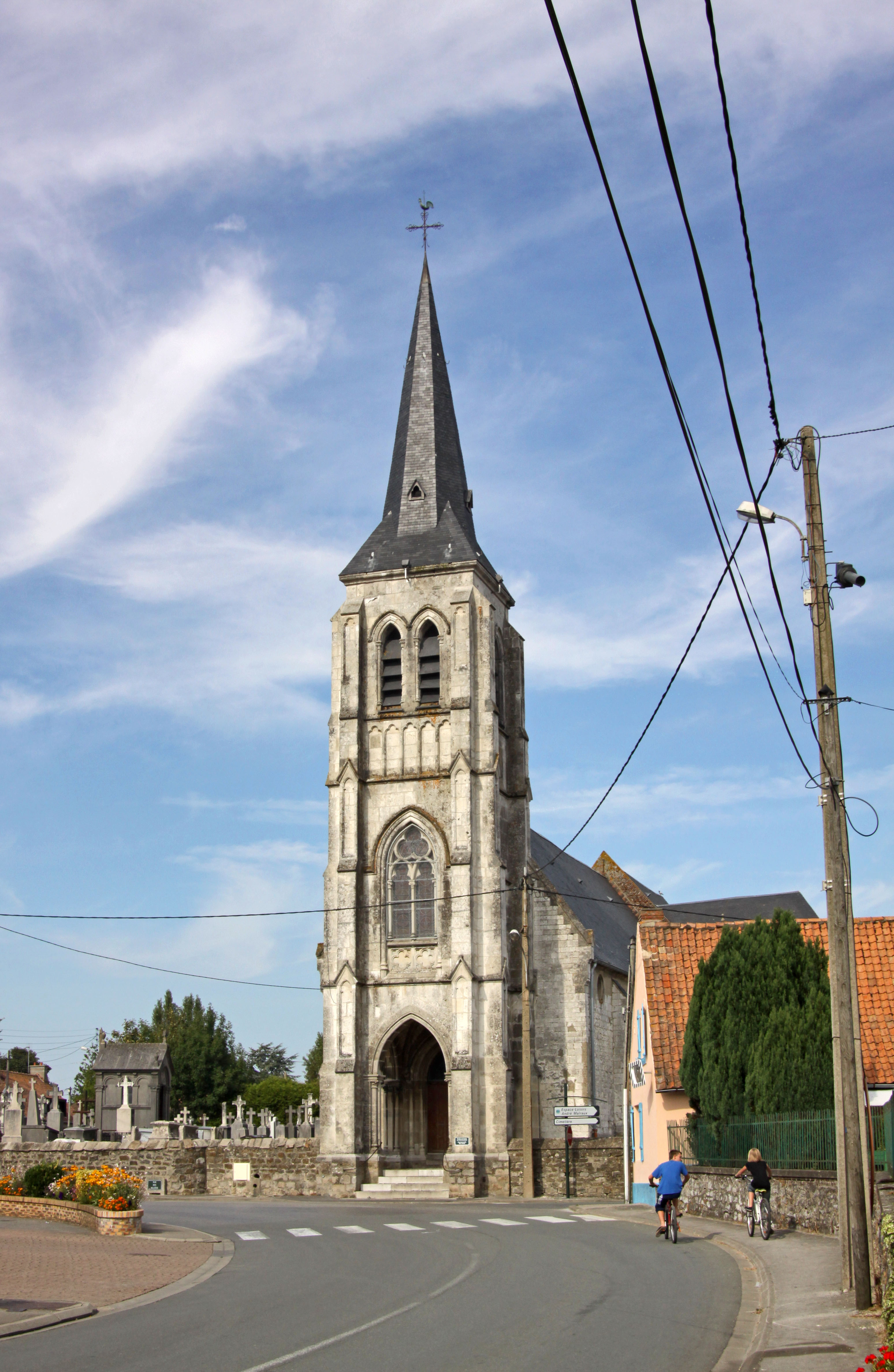
Église Saint-Pierre

De gemeente bestaat uit het oude dorp Neufchâtel en de badplaats Hardelot-Plage. Beide kernen liggen geografisch uiteen en zijn ook socio-economisch en politiek erg verschillend: in de rijkere badplaats Hardelot-Plage wonen meer kaderleden en vrije beroepers en een veeleer rechts kiespubliek, terwijl in het dorpje Neufchâtel meer arbeiders en linkse kiezers wonen.

## Geografie
De gemeente ligt aan de Opaalkust en heeft meer dan 8 km kustlijn. De oppervlakte van Neufchâtel-Hardelot bedroeg op 1 januari 2022 20,85 vierkante kilometer; de bevolkingsdichtheid was toen 191,5 inwoners per km². Het dorpje Neufchâtel ligt in het oosten van de gemeente, meer dan 4 km van de kust; de badplaats Hardelot-Plage ligt in het noordwesten. In het zuidwesten ligt een natuurgebied met de Mont Saint-Frieux, met een hoogte van 152 meter.

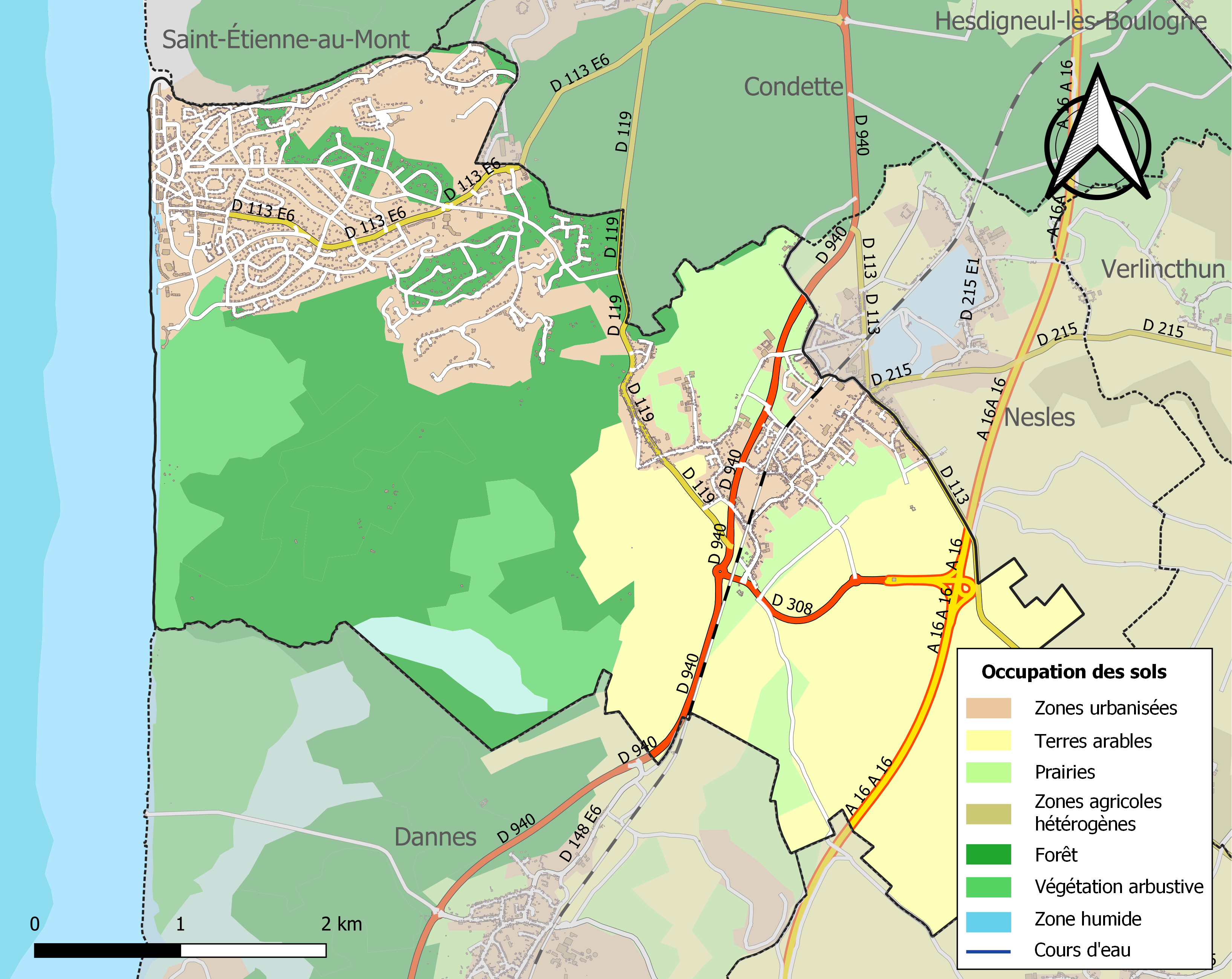
Kaart van de gemeente met belangrijkste infrastructuur, bodemgebruik en omliggende gemeenten

## Geschiedenis
Oude vermeldingen van het dorp Neufchâtel dateren uit de 12de eeuw als Novum Castellum en de 13de eeuw als le Nuef Chastel. Op het eind van het ancien régime werd Neufchâtel een gemeente, die aan het begin van de 19de eeuw zo'n 500 tot 600 inwoners telde.
Het gebied aan de kust bleef lang onbebouwd, tot in 1905, toen de Engelse geldschieter John Whitley hier een badplaats uitbouwde. De naam Hardelot werd afgeleid van het nabijgelegen Château d'Hardelot, op het grondgebied van buurgemeente Condette, en op dat moment eigendom van Whitley. De badplaats groeide uit en in 1954 werd de gemeente hernoemd in Neufchâtel-Hardelot.

## Bezienswaardigheden

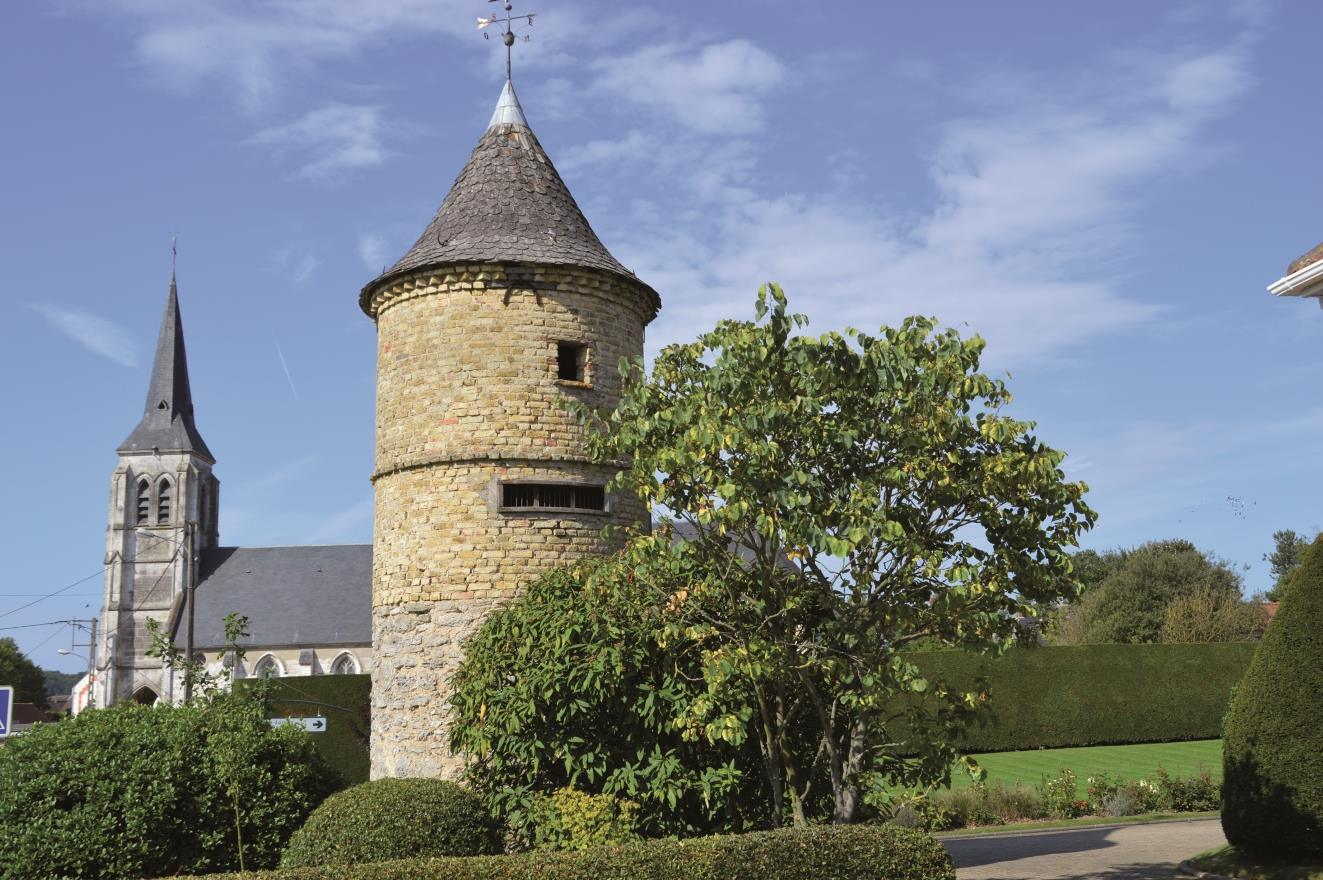
Duiventoren

- De Sint-Pieterskerk (Église Saint-Pierre) van Neufchâtel.
- De Sint-Augustinus van Canterburykerk (Église Saint-Augustin) van Hardelot-Plage.
- Op het Kerkhof van Neufchâtel rusten 23 gesneuvelden uit de Eerste Wereldoorlog. Op de Begraafplaats van Neufchâtel bevinden zich negen gesneuvelden uit de Tweede Wereldoorlog.
- Een deel van de "Villa Sans Gêne" werd in 1997 ingeschreven als monument historique.
- Een duiventoren (pigeonnier) bij de voormalige afspanning.

## Demografie
Onderstaande figuur toont het verloop van het inwonertal (bron: INSEE-tellingen).

## Verkeer en vervoer
Door Neufchâtel-Hardelot loopt de autosnelweg A16/E402, die er een op- en afrit heeft.
In de gemeente ligt het spoorwegstation Neufchâtel.

## Sport en recreatie
In de gemeente ligt de golfbaan Golf d'Hardelot.

## Nabijgelegen kernen
Hardelot-Plage, Condette, Nesles, Hubersent, Widehem, Dannes